# Le Droit à l'erreur
 (avril 2012).
Si vous disposez d'ouvrages ou d'articles de référence ou si vous connaissez des sites web de qualité traitant du thème abordé ici, merci de compléter l'article en donnant les références utiles à sa vérifiabilité et en les liant à la section « Notes et références ».
Singles de Amel Bent
Ma philosophie
(2004) Ne retiens pas tes larmes
(2005)
Pistes de Un jour d'été
Le temps passe Mes racines
Le Droit à l'erreur est le deuxième single de la chanteuse Amel Bent. Sortie en 2005, la chanson est le deuxième extrait de son premier album Un jour d'été. La chanteuse y évoque l'histoire d'une relation amoureuse[réf. nécessaire].

## Accueil commercial
Après le succès du premier extrait de l'album, Ma philosophie, Le Droit à l'erreur atteint la 7e place des meilleures ventes de singles en France, la 16e position en Belgique francophone et la 36e en Suisse.

## Classements et certifications

### Classements hebdomadaires
| Classement (2005)                       | Meilleure position |
| --------------------------------------- | ------------------ |
| Belgique (Wallonie Ultratop 50 Singles) | 16                 |
| France (SNEP)                           | 7                  |
| Suisse (Schweizer Hitparade)            | 36                 |

### Certification
| Pays          | Date         | Certification | Ventes certifiées |
| ------------- | ------------ | ------------- | ----------------- |
| France (SNEP) | 28 juin 2005 | Or            | 200 000           |